# Bus
 For alternative betydninger, se Bus (flertydig). (Se også artikler, som begynder med Bus)
 "Omnibus" omdirigeres hertil. For andre betydninger af Omnibus, se Omnibus (flertydig).
En bus er et køretøj, der kan transportere mange mennesker samtidigt.
I den danske lovgivning (detailforskrifter for køretøjer) er en bus defineret som et køretøj til personbefordring, type M2 eller M3. M2 betyder at køretøjet har siddepladser til minimum ni personer ud over føreren, men har en tilladt totalvægt på højst 5.000 kg. Er den tilladte totalvægt over 5.000 kg, er køretøjet af type M3.
For at føre en bus kræves kørekort og dermed køreprøve til kategori D, idet man skal kende det særlige ansvar ved at transportere mange passagerer i et stort køretøj.
De fleste oplever bussen som et transportmiddel i den kollektive trafik, hvor de ofte betegnes rutebiler, fordi de kører i faste ruter.
De kan eventuelt køre i en fast rute inde i byen, og de får så ofte benævnelsen bybus eller omnibus (latin: "for alle"; bus er en kortform af omnibus). (Se også trambus.)
En bus som drives af elektricitet fra luftledninger, kaldes en trolleybus.
Busser som kører turister eller som på anden måde fragter passagerer uden for rutedrift, kaldes turistbusser. Hvis sæderne i bussen kan ombygges til sovebrikse, hedder det en sovebus eller liggebus, og der gælder særlige restriktioner med hensyn til kørsel med liggende passagerer.
Visse busser er indrettet i to etager og kaldes dobbeltdækkerbusser, mens andre er forlænget med en fast monteret anhænger med yderligere siddepladser og kaldes en ledbus (eller en harmonikabus pga. den karakteristiske samling mellem forende og bagende). Begge har den fordel, at de med kun én chauffør kan medbringe næsten dobbelt så mange passagerer på hver tur.
En 2-akslet bus må være 13,5 m i længden og veje op til 19.500 kg.
3 aksler, 15 m og 24.000 kg,  ledbusser dog op til 28.000 kg.
Endelig kan nævnes minibusser, der oftest har plads til 9-20 passagerer – mod normalt 25-50 siddende passagerer + stående i bybusser og 50-75 passagerer i rutebiler og turistbusser. Disse små busser ses oftest enten som sightseeing for mindre grupper, handicapbefordring, børnehavebusser og skolebusser for visse privatskoler.
I alle tilfælde har de en buschauffør oppe foran, en dør til indstigning og evt. en eller flere ekstra til udstigning. Det traditionelle i det meste af Danmark er at indstigning sker ad forreste dør, men mange steder i verden stiger man på i bagenden. Mange busser bygges i dag med en indkørsel for kørestole og barnevogne i midten og lavtliggende gulv i en stor del af køretøjet, så indkørsel og indstigning for gangbesværede er så let som muligt. Tidligere havde nogle rutebiler plads til bagage på taget. De var forsynet med en stige, således at bagagen kunne håndteres. Visse steder ses bagpå en klap hvorpå der kan lægges cykler, oftest mod betaling for cykelbillet.
Til forskel fra de europæiske lastbiler bliver busserne i stor grad individuelt opbygget hos eksterne opbyggere. Det betyder, at det navn som mange tror er modelbetegnelsen for bussen, rent faktisk er opbyggerens firmanavn eller modelnavn, og ses på flere busmærker.

## Busmærker
De mest sete busmærker i Danmark i de seneste 20 år er/var:
Volvo, MAN, Kässbohrer-Setra (Ofte blot betegnet Setra), Scania, Iveco (tidligere Fiat), Mercedes-Benz, Leyland (der i en periode er blevet samlet i Silkeborg), Bova og Neoplan.